# Chelipoda keta
Chelipoda keta är en tvåvingeart som beskrevs av Smith 1965. Chelipoda keta ingår i släktet Chelipoda och familjen dansflugor.
Artens utbredningsområde är Nepal. Inga underarter finns listade i Catalogue of Life.